# Калиманов, Иван Еремеевич
Иван Еремеевич Калиманов (25 сентября 1924 — 19 августа 2006) —  пулемётчик 658-го стрелкового полка, 218-й стрелковой дивизии, 47-я армия, Воронежский фронт. Герой Советского Союза(1944).

## Биография

### Ранние годы
Родился 25 сентября 1924 года на хуторе Бейсужёк Второй Выселковского района Краснодарского края в семье рабочего. Русский.
Жил с 1930 года в ауле Хатукай ныне Красногвардейский район Республика Адыгея окончил 7 классов, уехал в Орджоникидзе и в 1940 году окончил школу фабрично-заводского ученичества (ФЗУ). 

### В Великую Отечественную войну
В Великую Отечественную войну Иван работал каменщиком-огнеупорщиком на металлургическом заводе в Сталино. В Советской Армии с сентября 1941 года. Место призыва: Красногвардейский РВК, Краснодарский край, Адыгейская АО, Красногвардейский район. Участник Великой Отечественной войны с 1941 года.
25 сентября 1941 года, в день своего 17-летия, И. Е. Калиманов добровольно ушел на фронт и сражался командиром пулемётного расчета в 1-м стрелковом полку 99-й стрелковой дивизии, которая в составе Юго-Западного фронта вела боевые действия на левом берегу Днепра в районе Запорожья, в Донбассе и под Ростовом. В ходе боев в районе Матвеева Кургана 26 декабря 1941 года Иван Еремеевич получил тяжелое ранение в левую ногу и длительное время находился на лечении. В конце апреля 1942 года он был выписан из госпиталя и отправлен в отпуск по болезни с переосвидетельствованием через шесть месяцев. Но в августе 1942 года в Адыгею пришли немцы и она оказалась оккупированной на полгода. И. Е. Калиманов вновь стал в боевой строй в феврале 1943 года, когда была освобождена Адыгея от гитлеровских захватчиков.
Был направлен наводчиком станкового пулемета в 658-й стрелковый полк 218-й стрелковой дивизии. 

## Подвиг
Пулемётчик 658-го стрелкового полка (218-я стрелковая дивизия, 47-я армия, Воронежский фронт) красноармеец Иван Калиманов отличился при форсировании реки Днепр в районе города Канева Черкасской области Украины и удержании плацдарма на его западном берегу.
29 сентября 1943 года пулемётчик Калиманов И.Е. на подручных средствах с первым эшелоном переправился на правый берег Днепра, занятый противником. Гитлеровцы упорными контратаками пытались сбросить десант в реку. Завязался жестокий бой. Советские воины понесли большие потери. В пулемётном расчёте остался один красноармеец Калиманов, который бесстрашно продолжал отражать яростный натиск врага, в упор расстреливал фашистов из пулемёта. Но, когда кончились патроны, и положение казалось безвыходным, - в это время подошло подразделение и советские воины отбросили противника на исходный рубеж.
Указом Президиума Верховного Совета СССР от 3 июня 1944 года за образцовое выполнение боевых заданий командования на фронте борьбы с немецко-фашистским захватчиками и проявленные при этом мужество и героизм красноармейцу Калиманову Ивану Еремеевичу присвоено звание Героя Советского Союза с вручением ордена Ленина и медали «Золотая Звезда»»(№ 7994) (№ 2335).
В дальнейшем Иван Еремеевич со своим неразлучным «максимом» участвовал в боях за Киев и Житомир, освобождал Правобережную Украину, а в марте 1944 года его направили на курсы младших лейтенантов 3-й гвардейской армии 1-го Украинского фронта. Здесь и застала отважного пулеметчика весть о присвоении ему звания Героя Советского Союза. 
Окончив курсы младших лейтенантов в августе 1944 года, И. Е. Калиманов в звании младшего лейтенанта вернулся в родную 218-ю стрелковую дивизию, которая стала Ромоданско-Киевской, и сражался командиром пулеметного взвода, участвуя в Львовско-Сандомирской и Сандомирско-Силезской операциях,
В феврале 1945 года младший лейтенант И. Е. Калиманов был выдвинут на должность командира пулеметной роты 979-го стрелкового полка 253-й стрелковой Калинковичской Краснознаменной дивизии, в составе которой он продолжал воевать до Победы.
В ходе разгрома нижнесилезской группировки противника Иван Еремеевич Калиманов отличился и был удостоен ордена Отечественной войны 2-й степени. Произошло это 23 февраля 1945 года, в день 27-й годовщины Советской Армии, когда полк вел боевые действия на ближних подступах к городу Губен. Когда один из расчетов вышел из строя, И. Е. Калиманов сам лег за пулемет и, показав высокое огневое мастерство, стойко отражал вражеские атаки и уничтожил более двенадцати гитлеровцев, дав возможность батальону ворваться в город и овладеть им.
В дальнейшем участвовал в битве за Берлин и встретил день Победы в освобождённой Праге.

### После войны
С 1945 года лейтенант Калиманов в запасе. Вернулся в аул Хатукай ныне Красногвардейский район Республика Адыгея. Работал в совхозе «Хатукай». 
Затем по оргнабору в 1949 году уезжает на строительство газового завода в Тульской области. В 1953—1979 годах работал машинистом и слесарем по оборудованию турбинного цеха на Первомайской ТЭЦ в городе Щёкино Тульской области. Работал Герой по-фронтовому, ударно, показывая образцы добросовестного отношения к труду, за что был удостоен почетного звания «Отличник энергетики и электрификации СССР».
Умер 19 августа 2006 года. Похоронен Щёкино, Тульская область, Россия.

## Награды
- Медаль «Золотая Звезда»[5][2].
- Орден Ленина.[2]
- Орден Отечественной войны 1 степени (11.03.1985)[6]
- Орден Отечественной войны II степени(23.03.1945)[7]
- Медаль «В ознаменование 100-летия со дня рождения Владимира Ильича Ленина».
- Медаль «За победу над Германией в Великой Отечественной войне 1941—1945 гг.» (9 мая 1945[8]).
- Медаль «За взятие Берлина» (9 июня 1945[9]).
- Медаль «За освобождение Праги» (9 июня 1945[9]).
- Юбилейная медаль «Двадцать лет Победы в Великой Отечественной войне 1941—1945 гг.» (7 мая 1965[10]).
- Юбилейная медаль «Тридцать лет Победы в Великой Отечественной войне 1941—1945 гг.».
- Медаль «Сорок лет Победы в Великой Отечественной войне 1941—1945 гг.».
- Медаль «50 лет Победы в Великой Отечественной войне 1941—1945 гг.».
- Медаль «60 лет Победы в Великой Отечественной войне 1941—1945».
  - «Ветеран труда»
  - «30 лет Советской Армии и Флота»[11]
  - «40 лет Вооружённых Сил СССР»[12]
  - «50 лет Вооружённых Сил СССР» (26 декабря 1967[13])
  - «60 лет Вооружённых Сил СССР» (28 января 1978[14])

- Знак «25 лет победы в Великой Отечественной войне» (1970)
- Почётное звание «Отличник энергетики и электрификации СССР».

## Память

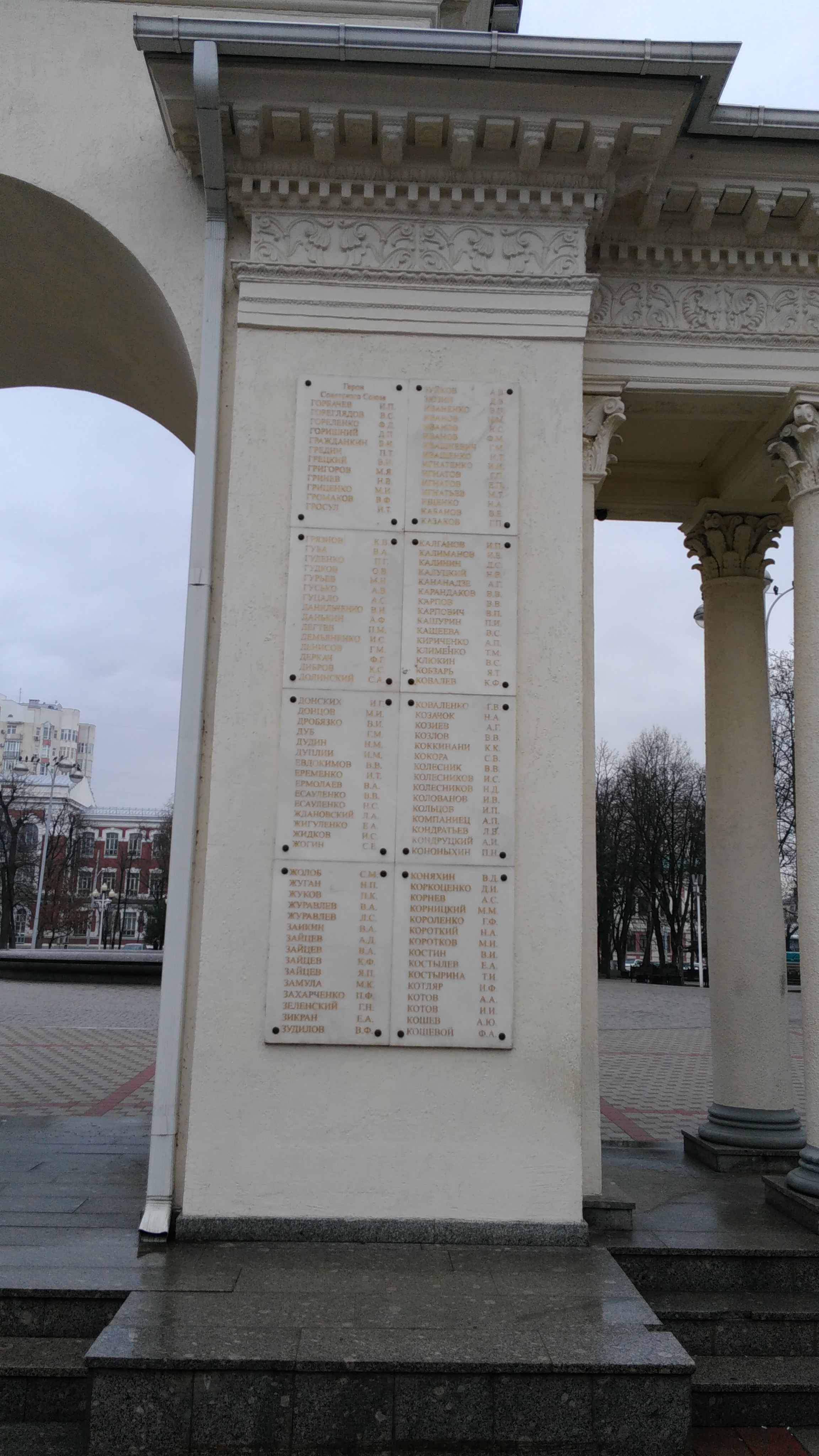
Имя Героя на мемориальной арке в Краснодаре. (Г-К)

- Имя Героя увековечено на мемориальной арке в Краснодаре.
- Имя Героя высечено золотыми буквами в зале Славы Центрального музея Великой Отечественной войны в Парке Победы города Москвы.
- На могиле установлен надгробный памятник.
- Его имя увековечено в Главном Храме Вооружённых сил России, и навсегда запечатлено на мемориале «Дорога памяти»